# Emehard
Emehard (von Comburg), auch als Eginhard genannt († 27. Februar 1105 in Würzburg), war Bischof von Würzburg von 1089 bis 1105.

## Herkunft
Emehard war der älteste Sohn des Richard von Comburg, nach genealogischer Zählung war er Emehard II. Er stammt aus dem Haus der Grafen von Rothenburg-Comburg.
Emehards Bruder Burkhard Graf von Comburg gilt als Gründer des Klosters, in das er zunächst nur seine Hälfte der väterlichen Burg umwandelte, während die seinem jüngeren Bruder Rugger zustehende Hälfte zunächst weiter weltlich blieb. Rugger wie auch der jüngste Bruder Heinrich II. (Heinrich I. war Heinrich von Wolvingen, sein Großvater) trugen den Titel „Grafen von Rothenburg“, während Burkhard sich bis 1085 als Graf von Comburg bezeichnete. Heinrich wiederum war Vater der späteren Königin Gertrud, Gemahlin von Konrad III. Er hatte in den 90er Jahren des elften Jahrhunderts (also während der Bischofszeit seines ältesten Bruders) die Hochstiftvogtei Würzburg inne, ebenso wie jene über die Familienstiftung Neumünster und über das Stift Öhringen.

## Als Erstgeborener zum Bischof erwählt
Die Benennung Richards nach Rothenburg gilt als „unhistorisch“ – so das Jahrbuch 03 der Historischen Gesellschaft Alt-Rothenburg ob der Tauber – „sie mag allerdings damit zusammenhängen, dass man in Kloster Comburg zum Abfassungszeitpunkt (nach 1116) darauf beharrte, eine rein geistliche Institution zu sein, während man die weltliche Herrschaft - zu diesem Zeitpunkt berechtigt - in Rothenburg ansiedelte“.
Dass Richards erstgeborener Sohn Emehard die geistliche Laufbahn einschlug, war ungewöhnlich. Welche Motive ihn dazu bewogen haben, nicht die weltlichen Ämter und Besitzungen seines Vaters zu übernehmen, lässt sich nicht ergründen. Vielleicht lag es daran, dass das erbenlose Ableben seines Onkels Emehard I. (von Wolvingen – des mittlerweile nicht mehr existenten Dorfes Wülfingen bei Öhringen im heutigen württembergischen Teil Frankens) um das Jahr 1054 noch nicht absehbar war. Graf Emehard I. hatte von König Heinrich III. zahlreiche Güter im Jagst- und Taubergrund als Schenkung erhalten, hatte enge Beziehungen zum Bistum Würzburg und gilt als Stifter des dortigen Neumünsters. Auch ein Hospital bzw. Spital „im Sande“ zu Würzburg, das „Spital zum heiligen Oswald“, soll Emehard Anfang des 12. Jahrhunderts gestiftet haben (Im selben Jahrhundert wurde daraus ein Johanniterspital) – möglicherweise auch (mit zwei Standorten) das Margaretenspital.

## Strömungen im Streit um den Bischofsstuhl
Ins Bistum Würzburg trat Emehard vor 1054 als Subdiakon ein, als dort Adalbero, ernannt von Heinrich III., Bischof war. 1089 wurde Emehard ein Jahr vor dem Ableben des Adalbero als dessen Nachfolger zum Bischof ernannt.
1096 unterwarf er sich in Frankreich dem gregorianischen Papst Urban II., der auf der Synode von Clermont den Kreuzzug ausgerufen hatte, und gehört damit zusammen mit Otto von Straßburg zu den beiden einzigen Bischöfen der Reichskirche, die das Lager des regierenden kaiserlichen Gegenpapstes Clemens III. vor dessen Tod im Jahr 1100 vorzeitig verließen.
Heinrich V. reagierte 1105 mit der Einsetzung eines Gegenbischofs namens Rupert, Bischof Erlung setzte sich als Nachfolger dauerhaft durch.